# Boris Milošević
Boris Milošević (n. 5 noiembrie 1974, Šibenik, RSF Iugoslavia) este un politician croat de etnie sârbă care, între 23 iulie 2020 - 29 aprilie 2022, a fost vicepremierul Croației responsabil de problemele sociale și ale drepturilor omului și ale minorităților. Este membru al Partidului Democrat Independent Sârb (SDSS). Înainte de aceasta, el a ocupat funcția de președinte al Consiliului Național Sârb din iulie 2019 până în iulie 2020.
Milošević este primul politician etnic sârb din Croația care a participat la sărbătorile aniversare ale operațiunii militare Storm, în urma cărora aproximativ 250.000 de sârbi au fost expulzați din Croația.